# Modisimus mckenziei
Modisimus mckenziei là một loài nhện trong họ Pholcidae. Loài này được phát hiện ở México.